# فضل شاكر
فضل عبد الرحمن شمندر شاكر (المعروف فنيًا باسم فضل شاكر)، هو مغنٍ لبناني، وُلد في 1 أبريل 1969 في مدينة صيدا جنوب لبنان، ونشأ في مخيم عين الحلوة للاجئين الفلسطينيين. بدأ مسيرته الغنائية في سن مبكرة عبر إحياء الحفلات والمناسبات الشعبية، متأثرًا بأساليب كبار فناني الطرب العربي الكلاسيكي، ولا سيما أم كلثوم وعبد الحليم حافظ، وهو ما انعكس لاحقًا في طبيعة أدائه الغنائي العاطفي.
أصدر شاكر أول ألبوماته الغنائية عام 1998 بعنوان والله زمن، وقد لاقى العمل رواجًا ملحوظًا، نظرًا لقدرته على المزج بين الأصالة الشرقية والطابع المعاصر. تتابعت بعد ذلك إصداراته الغنائية، ومن أبرزها: بياع القلوب (1999) وحبك خيال (2001)، والتي رسّخت اسمه ضمن قائمة أبرز الأصوات الرومانسية في العالم العربي. عُرف شاكر بأدائه العاطفي الهادئ، وصوته الدافئ، واستخدامه لمفردات شاعرية تعكس حالات وجدانية متعددة كالحب والفقد والحنين، مما أكسبه لقب "ملك الرومانسية".
تعاون شاكر خلال مسيرته مع نخبة من الشعراء والملحنين البارزين، من بينهم صلاح الشرنوبي، ونزار فرنسيس، كما شارك في عدد من الثنائيات الغنائية (الدويتوهات) مع فنانين بارزين مثل نوال الكويتية وشيرين عبد الوهاب، وحقق حضورًا لافتًا في العديد من المهرجانات العربية والدولية.
شهدت مسيرته الغنائية خلال أواخر العقد الأول من الألفية تحوّلاً تدريجيًا في الأسلوب، إذ عمل على تطوير الأغنية الطربية بمؤثرات معاصرة، ما ساعده على مواكبة التحولات الفنية والإبقاء على موقعه الريادي ضمن المشهد الموسيقي. كما برز اهتمامه بالقضايا الوطنية، لا سيما الفلسطينية، من خلال تقديمه لأعمال غنائية ذات طابع إنساني وسياسي، مثل أغنية بحلفلك بالله التي تناولت القضية الفلسطينية بأسلوب وجداني.
في عام 2012، أعلن شاكر اعتزاله الفن بشكل مفاجئ، متبنّيًا خطابًا دينيًا متشددًا، معتبراً الغناء "محرمًا شرعًا". شكّل هذا الإعلان نقطة تحول محورية في مسيرته، وأثار جدلًا واسعًا داخل الأوساط الإعلامية والفنية، خاصة مع تزايد ظهوره إلى جانب شخصيات دينية مثيرة للجدل، وانخراطه في مواقف سياسية معقدة في سياق الأحداث التي شهدها لبنان آنذاك.
في عام 2013، ظهر اسم فضل شاكر بعد انضمامه علنًا إلى الشيخ أحمد الأسير، الذي كان يقود تيارًا سلفيًا متشددًا في مدينة صيدا. شارك شاكر في التعبئة السياسية والإعلامية ضد "حزب الله" والجيش اللبناني، وتورّط في أحداث معركة عبرا في يونيو 2013، وهي الاشتباكات المسلحة التي وقعت بين أنصار الأسير والجيش اللبناني، وأسفرت عن مقتل 18 جنديًا وعدد من المسلحين. وقد ظهر شاكر في مقاطع مصوّرة وهو يعلن مشاركته في المواجهات، ويتحدث عن "الانتصار" على الجيش، ما أثار استنكارًا واسعًا في لبنان. عقب هذه الأحداث، توارى فضل شاكر عن الأنظار، ولجأ إلى مخيم عين الحلوة، حيث بقي متحصنًا لسنوات، مستفيدًا من الطبيعة القانونية الخاصة بالمخيمات الفلسطينية في لبنان والتي تمنع دخول القوى الأمنية اللبنانية إليها.
في 16 ديسمبر 2020، أصدرت المحكمة العسكرية اللبنانية حكمًا غيابيًا على فضل شاكر بالسجن 22 عامًا مع الأشغال الشاقة، موزعة على تهم "تشكيل عصابة مسلحة، والقيام بأعمال إرهابية، وتمويل جماعة إرهابية مسلحة". كما تضمّن الحكم تجريده من حقوقه المدنية، وتغريمه خمسة ملايين ليرة لبنانية.
حاول فضل شاكر استعادة حضوره الفني ابتداءً من عام 2018، عبر إصدار عدد من الأغنيات المنفردة من داخل المخيم، أبرزها بدي حبك وليه الجرح. وقد لقيت بعض أعماله تجاوبًا من جمهوره، غير أن الانتقادات استمرت بسبب غياب أي تسوية قانونية واضحة لوضعه، ما أبقى مسيرته في دائرة الجدل الإعلامي والقانوني حتى اليوم.

## حياته
ولد فضل في مدينة صيدا في لبنان. عندما غيّر عمه اسم عائلته، فعل فضل مثله ورفع دعوى لتغيّر اسم عائلته 'الكنية -النسب' وربحها وأصبح اسمه رسمياً فضل شاكر. ويحب فضل صيد السمك على مركبِه في شواطئِ مدينة ولادته (صيدا)، ويحب أكثر أيضاً الألعاب الرياضية. يحب عزف البيانو ، ويستمع إلى الموسيقى القديمة والحديثة مع زوجته وأطفاله.
وبخلاف الاعتقاد السائد بأنه من أصل فلسطيني، فقد صرّح أنه يتشرف بأن يكون فلسطينيًا، إلا أنه «لبناني أبًا عن جد». وذكر أنه تربّى في المخيمات الفلسطينية في تعمير عين الحلوة وغنّى على أسطحها وبين ناسها وأنه متزوج من فلسطينية. وبناءً على طلب من فضل شاكر قرّر الرئيس الفلسطيني محمود عباس منحه الجنسية الفلسطينية وإصدار جواز سفر فلسطيني باسمه.

### مسيرته الفنية
بدأ موهبة فضل الغناء في بلدته صيدا مبكراً في عمرِه، في عُمرِ 15 سنة وذلك في الحفلات الصغيرة والأعراس أدّى العديد من الأغاني الأصلية بالأساطيرِ العربية مثل أُمِّ كلثوم، عبد الحليم حافظ، فريد الأطرش، محمد عبد الوهاب والعديد من المغنين المشهورينِ الآخرينِ من جيله أيضاً.
واستمر فضل في محاولة الوصول إلى الشهرة حتى عام (1998) حيث قام بوضع لحن أغنية 'متى حبيبي متى' وفي تلك الأثناء تعرّف فضل على إحدى شركات الإنتاج وهي شركة 'الخيول' التي تعاقدت معه لمدة 10 سنوات وساعده الموسيقار المصري 'صلاح الشرنوبي' في ألبومه وانطلاقته الفنية ويعترف فضل له دوماً بفضله عليه، فغنّى فضل الأغنية بنفسه وكانت من الأغنيات التي ساهمت في بداية سطوع نجمه في عالم الغناء واستمر فضل بتقديم الأغنيات والألبومات بالتعاون مع نفس الشركة 'الخيول' وكان له ألبوم مع شركة أخرى هي (ماستر ميلودي)
عام 2000، وفي عام 2001 مع شركة روتانا، وفي عام 2002 حيث حدث خلاف بين فضل ومدير الشركة وحاول فضل الانسحاب منها لأن مديرها كان يحاول عرقلة أعماله ولكنه لم ينجح.
وعام 2003 تعامل فضل مع شركة 'العامر' لإنتاج أغاني منفردة له كونه لا يستطيع إصدار ألبوم كامل بحكم عقده مع الخيول. ثم في نفس العام اتحدت شركة الخيول مع شركة 'روتانا' التي أصبح فضل تحت رعايتها.
أطلق فضل والله زمان ألبومه الأول في 1998، الذي كان عنده ثمان أغاني أصلية، بضمن ذلك (متى حبيبي متى، مصيرك حبي ويا تكون حبي) التي لحّنها ومن هذه الأغاني أُعدت وكتبت بمثل هذه النجومِ العربية المعروفة مثل صلاح الشرنوبي وأحمد شتاء.
الألبوم الثاني كان بياع القلوب أصدر في 1999، وضربة أغنية مرتبة 1 على كل المحطات في الإسبوعِ الأول من ظهور لأول مرة الألبوم الأغنية كانت شعبية جداً أيضاً على محطات الإذاعة في كافة أنحاء الوطن العربي وبسبب النجاحِ الساحقِ والمبيعات الضخمة من الألبومِ، فقرار فاضل إنتاج الأغنية المصورة، الأولى كانت للأغنية «بياع القلوب والثانية كان لعشقتك» كنتيجة لنجاحِ ألبومه المدهش، فأصبحه فضل واحداً من النجوم البارزين الكبارِ في الوطن العربي وقد لحّن مليت أنا اعزار من ألبومه أيضا.
ألبومه الثالث كان الحب القديم، أصدر في 2000. تضمّن أغاني مشهورة جداً كا عاش مين شافك من هذا الألبومِ كان أيضاً نجاح عظيم، مثل ألبومه السابق. فاق كُلّ المحططات أيضاً.
ألبومه الثالث حبّك خيال أُصدر في 2001، واحتوى 10 أغاني هذا الوقت، وأنتج بشركة الخيول احتوى أغاني مثل حظك يا قلبي، من كتر حبي فيك، والمرايا.
في 2002، فضل سجل وأصدر ثنائية الأول مع مطربة الخليجِ العربيِ المشهورِه «نوال الكويتية». فاق هذا الثنائي المحطّات لخمسة شهورِ مباشرة، وكسرت كل المبيعات تسجّل في العالمِ العربيِ وصنف من قبل نقاد الموسيقى كأفضل ثنائي في تاريخِ موسيقى الخليج العربي نجاحه تامه أيضاً بإطلاقِ فيديو كليب أخرجه المخرج أحمد الدوغجي.
في 2003، أصدر فضل إلى محطات والإذاعة الأغنية الشعبية يا غايب وحققه نجاحه الساحق في الساحة العربية، التي صوتت أفضل أغنية لعام 2003 بمحطات والإذاعة فأصبح ضربة كبيرة قبل أي ألبومِ أَو أي أغاني مصورة أُطلقا في الساحة الأغنية وصلت المترتبة الأولى منزلة على كل المحطات العربية في الوطن العربي واشترى فضل كل حقوق اللحنِ لأغنيته من الملحنِ اليونانيِ والمغني Sotis Volanis، والقصائد الغنائية كتب من قبل الأميرِ (تركي بن عبد الرحمن السديري)، الذي كتب الأغنية الأخرى أيضاً من أغاني فضل القادمة كأغنية ضحكت الدنيا.
أثناء مهنته الموسيقية، ربح فضل العديد من الموسيقى الرفيعة المستوى تمنح في الوطن العربي، وفي فقط أربع سنوات (1998 - 2002) أصبح واحداً من أساطيرِ موسيقى الوطن العربي وهو لقب من قِبل أنصارِه كمالك الرومنسي أَو ملك الرومانسية حتى أنه قدم من محبيه بإهداء الفنان فضل شاكر أغنية خاصة عنه تحمل اسم «صوتك يا فضل» في بادرة هي الأول من نوعها بين الجمهور والفنان.
أدى فضل شاكر أيضاً في المهرجانات العربية الرئيسية في العديد من البلدانِ العربية مثل مصر، لبنان، الكويت، الإمارات العربية المتحدة، فلسطين وبلدان أخرى حول العالم أدّى مؤخراً مع المغنين العربِ المشهورينِ الآخرينِ، في مهرجان كبير في فلسطين تكريماً للانتفاضة.
في عام 2005 أطلق فضل شاكر ألبومه سهرني الشوق وضم أغان مثل (الحال- فين لياليك - جوايا -أول ما بشوفك حبيبي) كما أطلق فيه أغنيته يا حياة الروح، وقد حقق نجاحات كبيرة فيه.
وفي عام 2006، أنتجه فضل شاكر ألبومه الجديد (الله أعلم) وكان فضل دائماً قلق بشأن الأغاني والأقرب للأنغام العربية، وقد حاول دائماً أَن يبقي الأسلوب الموسيقي العربي الحقيقي إجمالاً أغانيه معروفة أَن لا لها أي تأثير نغمِ غربيِ وهو معروف لأسلوبِه الغنائيِ الفريد وكنتيجة، لعمله بنى قاعدة من الجماهير كبيرة في كافة أنحاء الوطن العربي.
كما أصدر في فبراير 2009 ألبوم بعدا عالبال الذي أبدع فيه بشكل خارق للحدود، احتوى أغاني من نخبة الروائع العربية، اشترك فيه بديو «جوا الروح» مع اليسا، ويحتوي أيضا «نسيت أنساك، روح، وفترقنا، من آخرتها، مجروح، فاكر لما تقولي» وقد حققت أغنية جوا الروح نجاح كبير، حيث انتشرت في ظرف أيام في مختلف أنحاء الوطن العربي لما تحمله من رومانسية عالية، ولحقها على هذا الدرب أغنيتي بعدا عالبال ونسيت أنساك، وكان فضل شاكر قد مهّد للألبوم بإصدار «وفترقنا» وتصوير فيديو كليب خاص لها قبل أسابيع من إصدار الألبوم، وضمّن أغنية روح، التي كان قد أنزلها قبل سنة تقريباً من فبراير 2009.
اعتزل الفن في نهاية عام 2012، ليعود في العام 2018 للغناء من خلال أغنية «ليه الجرح»، وفي ذات العام وقع الاختيار عليه ليغني «تتر مسلسل لدينا أقوال أخرى للفنانة يسرا» لصالح شركة العدل جروب، وبدأ في إطلاق العديد من الأعمال الغنائية اتبعها بأغنية «مع السلامة» وأغنية «يا ترى» وأغنية «لما بتوحشيني» وأغنية «حبيتك» في العام 2019 وأغنية «غيب» في العام 2020 وهي باللهجة المصرية كما تم إطلاق أغنية «وحشتوني» من ذات العام 2020 وهي باللهجة الخليجية، وأغنية «صباح الخير يا لبنان» وهو مستمر في تقديم الأعمال الغنائية، ليشهد العام 2020 إصدار العديد من الأعمال الغنائية ذات الطابع الرومانسي التي عُرف من خلالها في العالم العربي

### اعتزاله للفن
بعد كثير من الأخبار عن اعتزاله ظهر فضل شاكر لأول مرة على قناة الرحمة من مدينة صيدا في لبنان ليعلن اعتزاله للغناء بسبب عدد من الأمور منها ما هو ديني ومنها ما هو سياسي وهو يرجع للأحداث في سوريا، ومنها ما يكمن في شروط الفن اليوم حيث اعتبر أن الفن يتدنى في المستوى في ظل غياب النقابات والمؤسسات الفنية.

### العودة عن الاعتزال
ظهر فضل شاكر في مقابلة على قناة المؤسسة اللبنانية للإرسال اللبنانية حليق الذقن، أجريت المقابلة في منزل شاكر حيث ظهر عوده في مكانه، وبدت صورة حفيده فضل محفوظة في مكانها.
وأعلن شاكر في المقابلة، انه لم يشارك في معارك عبرا، قائلاً: «أتمنى أن أعود إلى الحياة الطبيعية». كما نفى أنه حرّض على الجيش،
ولفت إلى أن «علاقته كانت سيئة جداً بالشيخ أحمد الأسير قبل حوادث عبرا»، غير أنه لم يكشف ما إذا سيعود إلى حياته الفنية. وفي 30 مارس 2018 أطل عبر الشاشة من خلال برنامج وثائقي بعنوان «حكاية طويلة» على قناة الجديد معلناً عودته للفن مطلقا أغنية «ليه الجرح» من كلمات هاني عبد الكريم وألحان وليد سعد وتوزيع عادل عايش وأوضح بأنه سيبدأ صفحة جديدة من حياته، وأنه لن يتعاطى الشأن السياسي، ولن يغني في لبنان، بل هو يطمح للعيش بعيداً ولو في الأمازون مضيفا بأنه من الصعب أن يتقبله الناس في بلده، بعدما تشوّهت صورته وتعرض للأذيّة وجعل منه إرهابيا كما قال، وتسائل: «أنا أرهبت مين و وين أرهبت».
في مايو 2018 اختارت شركة العدل جروب فضل شاكر لغناء تتر مسلسل لدينا أقوال أخرى للفنانة يسرا
ودار الجدل عبر مواقع التواصل الاجتماعي ما بين مؤيد لعودة فضل شاكر إلى الغناء وقبول ما وصفوه «بتوبته» واعتذاره، وما بين رافض لهذه العودة باعتبار أنه انضم إلى جماعة مسلحة وحُكم عليه بالسجن خمسة عشر عاما للتحريض ضد الجيش اللبناني.
وقررت شركة العدل جروب، المنتجة للمسلسل، النأي بنفسها عن هذا الجدل، وإزالة صوت فضل شاكر من مقدمة المسلسل المزمع عرضه خلال شهر رمضان المقبل. كما أصدرت الشركة بيان اعتذار للرافضين من الشعب اللبناني لهذه العودة الفنية له.
أطلق فضل عام 2018 أربعة أغاني تباعاً إبتداءاً من ليه الجرح واختتم عامه بأغنية مع السلامة التي لقيت صدى إيجابيا عند محبيه.
في عام 2025، روى فضل شاكر قصته بنفسه من خلال مسلسل وثائقي أطلقته منصة "شاهد" بعنوان «يا غايب»، سلّط الضوء على مسيرته الفنية، وظروف اعتزاله، والجدل الذي رافق عودته إلى الساحة. استعرض الوثائقي محطات مؤثرة في حياته، مقدّمًا روايته الشخصية للأحداث التي عاشها، مما أتاح للجمهور فرصة التعرّف على قصته من منظوره الخاص، في عمل يُعدّ الأول من نوعه الذي يتناول مسيرته بهذا العمق.

### القضايا الحقوقية
في 28 سبتمبر 2017 قضت المحكمة العسكرية اللبنانية على فضل شاكر بالسجن 15 عاما مع الأشغال الشاقة، وتجريده من حقوقه المدنية، في قضية الشيخ أحمد الأسير التي حُكم فيها على الأسير بالإعدام.

وفي 13 مايو 2018 نشر موقع الجرس حكم براءة الفنان اللبناني فضل شاكر الذي يبرئه من تهمة قتل أفراد من الجيش والصادر عن المحكمة العسكرية اللبنانية وجاء في القرار الصادر 
وفي 16 ديسمبر 2020، المحكمة العسكرية الدائمة برئاسة العميد الركن منير شحادة أصدرت حكمين غيابيين بحقه، السجن 22 عاما مع الأشغال الشاقة وتجريده من حقوقه المدنية بتهمة «التدخل في أعمال الإرهاب»، على خلفية ما وصفوه وسائل الإعلام دعمه مجموعات إسلامية شاركت في معارك ضد الجيش اللبناني.

## حياته الخاصة

### آراؤه السياسية

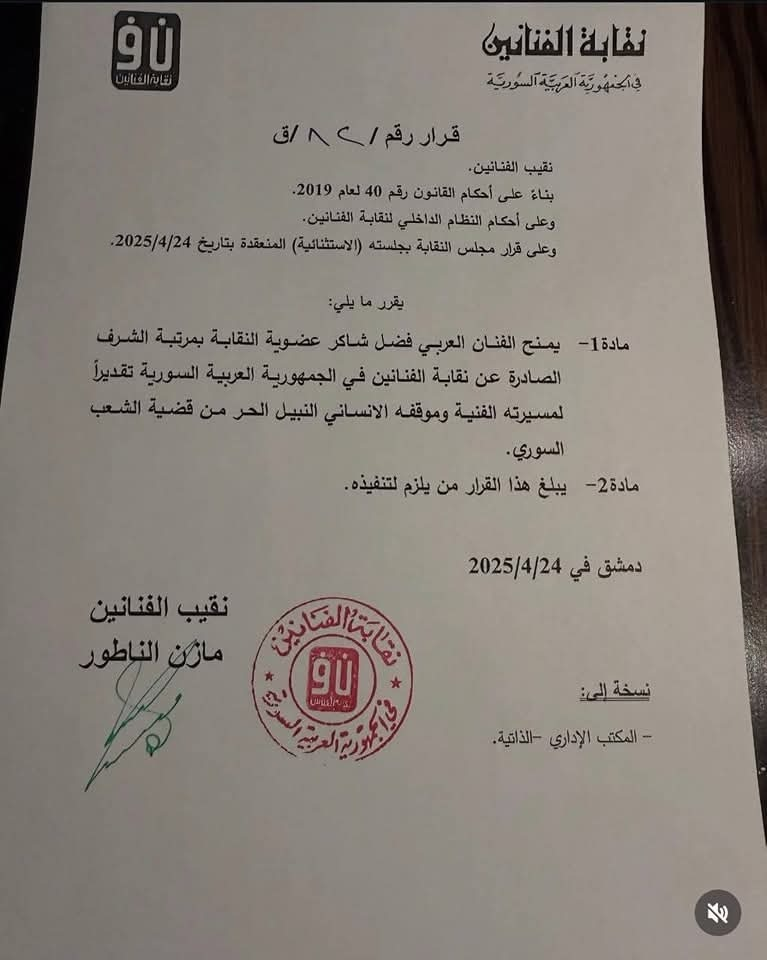
قرار نقابة الفنانين في سورية بمنح فضل شاكر عضوية فخرية.

يعرف فضل شاكر بمواقفه المؤيدة للثورة السورية 2011 منذ بدايتها وأنه ضد حكم بشار الأسد، وقد صرح بالدعاء عليه في حفلته بمهرجان موازين 2012 بقوله: «الله يدمِّر بشار الأسد.. الله ياخد بشار الأسد»، كرَّمته نقابة الفنانين بعد سقوط نظام الأسد ومنحته في شهر أبريل 2025م عضوية بمرتبة الشرف "تقديرًا لمسيرته الفنية وموقفه الإنساني النبيل الحر من قضية الشعب السوري".

### عائلته وزواجه
كان فضل يغني في إحدى حفلاته وقعت عينيه على إحدى الفتيات وأعجب بها، وبعدها شاهدها عدة مرات، فطلب من إحدى معارفه أن تسألها إذا كانت تقبل أن يتقدم لها ويطلب يدها للزواج فإذا وافقت لتطلب أغنية الفنان جورج وسوف، وبالفعل طلبت الأغنية وتقدم لها فضل وطلب يدها وتم الزواج وكان وقتها عمر فضل 20 سنة تقريباً عام 1989. يقول فضل دوماً
واسم زوجته 'ناديا وهي فلسطينية الأصل ولهم ثلاثة أطفال هم: ألحان (مواليد 1990) ومحمد (مواليد 1994) ورنا (مواليد 2002). في 11 نوفمبر 2013 أنجبت ألحان أول أبنائها واسمته فضل تيمنا باسم والدها.

## أعماله الفنية

### الألبومات
| العام | الألبوم              | المنتج                  |
| ----- | -------------------- | ----------------------- |
| 1998  | والله زمان           | إنتاج شركة الخيول       |
| 1999  | بياع القلوب          | إنتاج شركة الخيول       |
| 2000  | الحب القديم          | إنتاج شركة الخيول       |
| 2000  | سهرة طرب             | إنتاج شركة ماستر ميلودي |
| 2001  | حبك خيال             | إنتاج شركة الخيول       |
| 2003  | ليالي بيروت          | إنتاج شركة روتانا       |
| 2003  | ساعه طرب مع فضل شاكر | إنتاج شركة روتانا       |
| 2003  | سيدي روحي            | إنتاج شركة روتانا       |
| 2005  | سهرني الشوق          | إنتاج شركة روتانا       |
| 2006  | الله أعلم            | إنتاج شركة روتانا       |
| 2009  | بعدا عالبال          | إنتاج شركة روتانا       |
| 2022  | بجامل ناس            | إنتاج شركة روتانا       |
| 2023  | بغيب بمزاجي          | إنتاج شركة دي أس        |

### أغاني أخرى
- الأقصى من إنتاج شركة الخيول في عام 2000
- سمراء الجنوب من إنتاج شركة الخيول في عام 2000
- قلي وين من إنتاج شركة الخيول في عام 2001
- حبيت القمر من إنتاج شركة الخيول في عام 2001
- أحاول من إنتاج شركة روتانا في 2001(مع نوال الكويتية)
- مليك القلوب من إنتاج شركة ديجيتال بمناسبة مرور 20 عاماً على استلام الملك فهد بن عبد العزيز
- يا غايب من إنتاج شركة روتانا في عام 2002
- ضحكت الدنيا من إنتاج شركة العامر في عام 2002
- معقول من إنتاج العامر في عام 2002
- العام الجديد 2004 (مع شيرين عبد الوهاب) من إنتاج روتانا
- لولا حبك 2004 من إنتاج العامر
- بحلفلك بالله (فلسطين) من إنتاج روتانا 2004
- لو على قلبي من إنتاج روتانا 2004
- ماثر فيي من إنتاج روتانا 2005
- فاكرني نسيتك من إنتاج روتانا 2006
- يا مسهرني الليل من إنتاج روتانا 2007
- روح من إنتاج روتانا 2008 (اضيفت ل البوم بعدا عالبال بعد ذلك)
- وافترقنا من إنتاج روتانا 2008(اضيفت ل البوم بعدا عالبال بعد ذلك)
- يا ويلي 2009 من إنتاج روتانا
- انا اشتقتلك 2010 من إنتاج روتانا
- أغنية بنسى العالم 2010 من إنتاج روتانا
- لابس وش الطيب 2010 من إنتاج روتانا
- نسيتها 2014
- شبعنا من التمثيل 2018
- ليه الجرح 2018
- مع السلامة 2018
- بديت أطيب 2018
- حبيتك 2019
- يا ترى 2019
- بتوحشيني 2020
- غيب 2020
- إبقى قابلني 2020
- وينك حبيب 2021
- لسا الحالة ماتسرش 2021[25]

### نشيدة
- 2012: سوف نبقى هنا.
- 2013: فالموت ليس يخيفنى ومناي أن استشهدا.
- 2013: نوري اكتمل.
- 2013: سنظل فيها صامدين.
- 2013: نشيد «سَتُسألون».
- بقدر الجراح (اليمن)

## وصلات خارجية
- فضل شاكر على موقع IMDb (الإنجليزية)
- فضل شاكر على موقع قاعدة بيانات الأفلام العربية
- فضل شاكر على موقع ميوزك برينز (الإنجليزية)